# René Sieffert
Pour les articles homonymes, voir Sieffert.
René Sieffert, né le 4 août 1923 à Achen en Moselle et mort le 13 février 2004 à Aurillac dans le Cantal, est un japonologue français, et fut professeur à l'Institut national des langues et civilisations orientales (Inalco).
René Sieffert a traduit de nombreux ouvrages et a aidé à rapprocher la littérature japonaise des lecteurs francophones. Par ailleurs, avec son épouse Simone, il a créé en 1971, quand il était président de l'Inalco, la maison d'édition universitaire Publications orientalistes de France (POF).

## Biographie

### Formation
René Léon Sieffert est né en 1923 à Achen, en Moselle. Il fait ses études d'abord à l'université de Strasbourg repliée à Clermont-Ferrand. Il y est inscrit en 1942 à la faculté de droit et à la faculté de lettres, où il se spécialise à partir de 1942 dans les langues orientales vivantes.
En 1944, il est inscrit à la faculté de droit de Paris, qu'il fréquente jusqu'en 1945, en même temps qu'il étudie à la faculté de lettres.
À la fin de la Seconde Guerre mondiale, en 1945, il entre à l'École des hautes études en sciences sociales, qu'il quitte en 1951, après avoir épousé en 1946 Simone Maviel, avec laquelle il aura deux enfants.

### Carrière
En mai 1951, René Sieffert devient pensionnaire à la Maison franco-japonaise de Tokyo, et en est directeur par intérim jusqu'en avril 1954. À cette date, il rentre du Japon, et est chargé du cours de japonais de l'École des langues orientales de Paris.
En 1957, il est nommé professeur titulaire de japonais à l'école.
En 1970, il devient administrateur de l'établissement rebaptisé provisoirement Centre universitaire des langues orientales vivantes, puis l'année suivante, président de l'Institut national des langues et civilisations orientales (Inalco), et fonde avec son épouse les Publications orientalistes de France. Il mène une politique de modernisation de l'établissement, qui dépasse pour la première fois pendant son mandat le nombre de 10 000 inscriptions et propose notamment, avec son vice-président François de Labriolle, un ambitieux projet d'« université internationale du langage et de la communication » (ULC ou Unilco), installé dans une des villes nouvelles de la région parisienne (Marne-la-Vallée ou Cergy-Pontoise), venu probablement trop tôt et qui n'aboutit pas, faute d'adhésion - et surtout de financements - des pouvoirs publics et des craintes d'une partie des enseignants de l'établissement.
René Sieffert meurt le 13 février 2004.

### Ouvrages
Ses œuvres principales :
- La Littérature japonaise, (ISBN 2716902291) édité erroné
- Les Religions du Japon,  (ISBN 2716903220)
- Treize siècles de lettres japonaises (2 vol.),  (ISBN 2716903255)
- Le Japon et la France : images d'une découverte,  (ISBN 2716900116)
- Théâtre classique,  (ISBN 2716901856)

### Traductions
- Le Mythe des quarante-sept rônin, présentation et traduction par René Sieffert, Publications orientalistes de France, coll. « Les œuvres capitales de la littérature japonaise », 1981  (ISBN 2-7169-0153-8)
- Le Dit de Hôgen, Le Dit de Heiji, traduction intégrale, Paris, éd. POF, coll. « Le Cycle Épique des Taïra et des Minamoto », 1976  (ISBN 2-7169-0037-X)
- Le Dit des Heike (平家物語, Heike monogatari?), traduction intégrale, Paris, POF, coll. « Le Cycle Épique des Taïra et des Minamoto », 1976  (ISBN 2-7169-0053-1)
- Le Dit du Genji (源氏物語, Genji monogatari?) de dame Murasaki Shikibu, Paris, POF, coll. « Les œuvres capitales de la littérature japonaise », 2 vol., 1988  (ISBN 978-2-7169-0261-8)
- Les Belles Endormies de Yasunari Kawabata, Paris, Albin Michel, 1970 ; réédition, Paris, LGF, coll. « Le Livre de poche. Biblio », 1994  (ISBN 2-253-02989-0)
- Éloge de l'ombre de Tanizaki Jun'ichirô, trad. intégrale, Paris, POF, coll. « D'étranges pays. Collection UNESCO d'œuvres représentatives. Série japonaise », 1977
- Contes d'Uji, traduction intégrale, Paris, POF, coll. « Les œuvres capitales de la littérature japonaise », 1986
- Journaux de voyage / Bashō de Matsuo Bashō, Paris, POF, coll. « Les œuvres capitales de la littérature japonaise », 1988
- Contes de Yamato (大和物語, Yamato monogatari?), suivis du Dit de Heichū (平中物語?), traduction intégrale, Paris, POF, 1979
- De cent poètes un poème (百人一首, Hyakunin isshu?), traduction intégrale, Paris, POF, coll. « Tama », 1993
- Le Journal de Tosa (土佐日記, Tosa nikki), Paris, POF, coll. « Tama », 1997
- La Tradition secrète du nô, suivi de Une journée de nô de Zeami, traduction intégrale, éd. Gallimard-Unesco, coll. « Connaissance de l'Orient », 1960
- Contes de pluie et de lune de Ueda Akinari, traduction intégrale, Paris, Gallimard-Unesco, coll. « Connaissance de l'Orient », 1997
- Man.yôshû (Cergy [Paris], POF, coll. « Unesco d'œuvres représentatives ») :
  - t. I : Man.yôshû. Livres I à III, 1998, 396 p.  (ISBN 2716903034)
  - t. II : Man.yôshû. Livres IV à VI, 1998, 381 p.  (ISBN 2716903182)
  - t. III : Man.yôshû. Livres VII, VIII et IX, 2001, 389 p.  (ISBN 2716903263)
  - t. IV : Man.yôshû. Livres X, XI, XII et XIII, 2002, 342 p.  (ISBN 2716903352)
  - t. V : Man.yôshû. Livres XIV à XX, 2003, 340 p.  (ISBN 2716903387)
- Les Tragédies bourgeoises (Sewa-mono) de Chikamatsu Monzaemon, vol. 1, Paris, POF, coll. « Les Œuvres capitales de la littérature japonaise », 1991  (ISBN 2-7169-0275-5)
- Les Tragédies bourgeoises (Sewa-mono) de Chikamatsu Monzaemon, vol. 2, Paris, POF, coll. « Les Œuvres capitales de la littérature japonaise », 1991  (ISBN 2-7169-0279-8)
- Les Tragédies bourgeoises (Sewa-mono), de Chikamatsu Monzaemon, vol. 3, Paris, POF, coll. « Les Œuvres capitales de la littérature japonaise », 1992  (ISBN 2-7169-0284-4)
- Les Tragédies bourgeoises (Sewa-mono), de Chikamatsu Monzaemon, vol. 4, Paris, POF, coll. « Les Œuvres capitales de la littérature japonaise », 1992  (ISBN 2-7169-0285-2)